# Fiães do Tâmega
Fiães do Tâmega é uma povoação portuguesa do Município de Boticas que foi sede da extinta Freguesia de Fiães do Tâmega, freguesia que tinha 14,52 km² de área e 99 habitantes (2011), e, por isso, uma densidade populacional de 6,8 hab/km².
A Freguesia de Fiães do Tâmega foi extinta em 2013, no âmbito de uma reforma administrativa nacional, tendo sido agregada às freguesias de Codessoso e Curros, para formar uma nova freguesia denominada Codessoso, Curros e Fiães do Tâmega com a sede em Condessoso.

## População
| Número de habitantes | Número de habitantes | Número de habitantes | Número de habitantes | Número de habitantes | Número de habitantes | Número de habitantes | Número de habitantes | Número de habitantes | Número de habitantes | Número de habitantes | Número de habitantes | Número de habitantes | Número de habitantes | Número de habitantes |
| -------------------- | -------------------- | -------------------- | -------------------- | -------------------- | -------------------- | -------------------- | -------------------- | -------------------- | -------------------- | -------------------- | -------------------- | -------------------- | -------------------- | -------------------- |
| 1864                 | 1878                 | 1890                 | 1900                 | 1911                 | 1920                 | 1930                 | 1940                 | 1950                 | 1960                 | 1970                 | 1981                 | 1991                 | 2001                 | 2011                 |
| 328                  | 302                  | 308                  | 390                  | 317                  | 315                  | 284                  | 286                  | 329                  | 317                  | 330                  | 234                  | 201                  | 167                  | 99                   |

(Obs.: Número de habitantes "residentes", ou seja, que tinham a residência oficial neste concelho à data em que os censos  se realizaram.)
| Distribuição da População por Grupos Etários em 2001 e 2011 | Distribuição da População por Grupos Etários em 2001 e 2011 | Distribuição da População por Grupos Etários em 2001 e 2011 | Distribuição da População por Grupos Etários em 2001 e 2011 | Distribuição da População por Grupos Etários em 2001 e 2011 | Distribuição da População por Grupos Etários em 2001 e 2011 | Distribuição da População por Grupos Etários em 2001 e 2011 | Distribuição da População por Grupos Etários em 2001 e 2011 | Distribuição da População por Grupos Etários em 2001 e 2011 | Distribuição da População por Grupos Etários em 2001 e 2011 |
| ----------------------------------------------------------- | ----------------------------------------------------------- | ----------------------------------------------------------- | ----------------------------------------------------------- | ----------------------------------------------------------- | ----------------------------------------------------------- | ----------------------------------------------------------- | ----------------------------------------------------------- | ----------------------------------------------------------- | ----------------------------------------------------------- |
| Idade                                                       | 0-14                                                        | 15-24                                                       | 25-64                                                       | > 65                                                        |                                                             | 0-14                                                        | 15-24                                                       | 25-64                                                       | > 65                                                        |
| 2001                                                        | 29                                                          | 26                                                          | 76                                                          | 36                                                          |                                                             | 17,4%                                                       | 15,6%                                                       | 45,5%                                                       | 21,6%                                                       |
| 2011                                                        | 7                                                           | 13                                                          | 39                                                          | 40                                                          |                                                             | 7,1%                                                        | 13,1%                                                       | 39,4%                                                       | 40,4%                                                       |